# Transgender

La bandiera transgender

Transgender o transessuale o trans è un termine ombrello per indicare le persone la cui identità di genere non corrisponde al genere e/o al sesso che è stato determinato loro alla nascita.
Si definiscono transgender le persone che vivono (o hanno vissuto) un'incongruenza di genere e presentano un atteggiamento sociale e sessuale che combina caratteristiche del genere maschile e di quello femminile, senza identificarsi interamente in nessuno dei due (persone non-binarie), e quelle persone che si identificano in modo transitorio o persistente con un genere diverso da quello assegnato (persone transgender binarie).
Le persone transgender, inoltre, vengono chiamate transessuali se il loro comportamento sessuale è caratterizzato dalla non accettazione del proprio sesso e dall'identificazione in quello opposto, o che hanno assunto, attraverso la transizione, i caratteri somatici dell'altro sesso.
Essere transgender non è un qualcosa che condiziona l'orientamento sessuale, infatti le persone transgender possono identificarsi come eterosessuali, omosessuali, bisessuali, asessuali o possono anche rifiutarsi di etichettare il loro orientamento sessuale. Nel termine transgender si distingue anche l'intersessualità, un termine che descrive le persone nate con delle condizioni anatomiche che danno loro caratteristiche di sesso fisico "che non si adattano a nozioni binarie tipiche di corpi maschili o femminili".
Il termine opposto di transgender è cisgender, il quale indica tutte le persone la cui identità di genere corrisponde al sesso e al genere assegnato.
Il termine transgender, quindi, nasce come termine ombrello dentro cui si possono definire tutte le persone che non si identificano nel genere assegnato alla nascita.

## Significati alternativi e adattamento dall'inglese
Il termine transgenere (in inglese transgender) ha assunto nella lingua italiana diversi significati a seconda degli ambiti in cui è usato.
La definizione principale resta quella di aggettivo che descrive una persona che non si identifica con il genere che le è stato assegnato alla nascita, ma esistono variazioni.
Il termine è anche usato, talvolta in senso dispregiativo, nella sua abbreviazione "trans", per parlare di una persona che ha un'espressione di genere o un'apparenza non conforme alle aspettative legate al proprio genere.
Il dizionario Oxford Language in Inglese riporta la definizione di transgender come aggettivo "che descrive una persona il cui senso di identità personale e di genere non corrisponde al proprio sesso di nascita, o che non è conforme alle nozioni convenzionali di sesso e genere". La versione italiana invece riporta la definizione "Atteggiamento sociale e sessuale che combina caratteristiche del genere maschile e di quello femminile, senza identificarsi interamente e definitivamente in nessuno dei due". Non sono disponibili le fonti che giustificano il cambiamento di significato nella traduzione, che esclude gli uomini e le donne transgender, ovvero le persone transgender che si identificano rispettivamente con il genere maschile ed il genere femminile.
Le persone transgender sono talvolta chiamate transessuali, ma si tratta di un termine che include solo le persone che, identificandosi con il sesso opposto, desiderano svolgere e svolgono una forma di transizione per modificare le proprie caratteristiche sessuali. Alcune persone transgender si identificano con il termine, altre preferiscono non essere descritte come transessuali.
Si noti che essendo l'utilizzo come aggettivo maggiormente consolidato nella lingua inglese, e preferito dalle persone e dagli attivisti transgender, è considerato maggiormente opportuno usare la forma "una donna transgender" o "un uomo transgender" o "una persona transgender", invece che utilizzarlo come sostantivo, ad esempio "un transgender". Questo utilizzo può essere visto come più dignitoso perché il fatto di essere transgender è descritto come un attributo, e non come qualcosa che descrive l'essenza di una persona.

## Incongruenza di genere
In psichiatria si dice incongruenza di genere il forte malessere, che le persone transgender possono provare, dato dalla discrepanza tra le caratteristiche sessuali e l'identità di genere. Alcuni dei criteri diagnostici della incongruenza di genere sono "forte desiderio di liberarsi delle proprie caratteristiche sessuali primarie e secondarie", "forte desiderio di avere le caratteristiche sessuali del genere opposto" e "forte desiderio di appartenere al genere opposto". La condizione dev'essere associata inoltre a sofferenza clinicamente significativa o a compromissione del funzionamento in ambito sociale, lavorativo o in altre aree importanti.
La diagnosi di incongruenza di genere è necessaria per poter intraprendere trattamenti medici per la modifica del sesso, come la terapia ormonale sostitutiva, e le chirurgie di riassegnazione del sesso. Il percorso di transizione include anche lunghi periodi di psicoterapia, finalizzata sia a documentare e aiutare il percorso di transizione, sia ad aiutare ad affrontare le discriminazioni e le difficoltà legate alla transessualità. Non tutte le persone transgender rientrano nei criteri diagnostici di disforia di genere, e alcune non possono sottoporsi alla transizione medica per ragioni finanziarie o di salute. La maggior parte delle persone transgender subisce discriminazioni sul posto di lavoro e nell'accesso agli alloggi pubblici e all'assistenza sanitaria. In molti luoghi non sono legalmente protetti dalla discriminazione.

## Il transgenerismo
Il transgenerismo (conosciuto soprattutto tramite l'adattamento parziale transgenderismo) sostiene che l'identità di genere di una persona non è una realtà duale "maschile/femminile", ma un continuum di identità ai cui estremi vi sono i concetti di "maschile" e "femminile".
Da questo punto di vista sotto il termine ombrello "transgenere" possono identificarsi:
- la persona transessuale operata.
- la persona transessuale non operata o parzialmente operata (che ha lasciato integri i genitali di origine ma ha effettuato altri interventi di modifica fisica o estetica).
- la persona (assegnata femmina o maschio alla nascita)[17] di genere non-binario che non si riconosce nel binarismo mascolinità/femminilità, rifiutando così il ruolo di genere (stereotipo di genere) che la società e la cultura locale impone ai due sessi.
- la persona crossdresser, termine che tende a sostituirsi sempre più alla dicitura "travestito" in quanto quest'ultimo è associato alla parafilia. In questo senso il crossdresser è una persona che si traveste, in privato e/o pubblicamente, senza implicazioni di eccitazione sessuale, per esprimere la propria identità di genere e/o il proprio ruolo di genere interiore; il crossdressing può essere praticato sia da una donna che da un uomo, indipendentemente dal proprio orientamento sessuale.

La traduzione italiana di transgender è transgenere, ma questo termine non si è ancora radicato nell'uso comune e quindi per il momento è più diffusa la forma inglese. Tuttavia, diverse associazioni per i diritti delle persone transgenere, tra cui l'ACET (Associazione per la Cultura e l'Etica Transgenere), hanno adottato il termine italiano.

Leggi concernenti l'espressione e identità di genere
Cambio di identità legale
Cambio di identità legale previa operazione
Cambio di identità illegale
Sconosciuto/Ambiguo

     Cambio di identità legale
     Cambio di identità legale previa operazione
     Cambio di identità illegale
     Sconosciuto/Ambiguo

## Nell'uso psicologico, psichiatrico, endocrinologico, accademico e legale
Nella terminologia psicologica, psichiatrica, endocrinologica, accademica e legale il termine "trans" o "transgender" viene utilizzato come attributo di "uomo", "donna", "individuo", "FtM" (Female to Male) e "MtF" (Male to Female). Le donne trans sono denominate "trans women" o "MtF individuals/patients", "donne trans" (non al maschile); viceversa per gli uomini trans. Inoltre il termine "transessuale" è di uso sempre meno comune.

## Utilizzo nel giornalismo e nei media
Nella frase esemplificativa «La signora Anna è andata a fare la spesa» il nome Anna si coniuga al femminile, ma non è raro che in riferimento a una donna transgenere esso venga coniugato al maschile («Il trans Anna è andato a fare la spesa»), determinando così un discrimine tra una Anna donna cisgenere e una Anna donna transgenere, e facendo misgendering alla donna trans in questione (ovvero, usare nomi e/o declinazioni in maniera tale da non rispettare il genere della persona a cui ci di riferisce).
Ed è proprio per questo fatto che la declinazione utilizzata in maniera tale da non rispettare il genere della persona a cui ci di riferisce viene contestata dal movimento transgenere in tutto il mondo ed anche dal movimento LGBT+.
Talvolta si utilizzano i termini inversamente con fini offensivi. Pertanto la comunità LGBT+ si impegna affinché venga utilizzata la terminologia corretta, laddove sia ancora necessario definire l'essere umano in base al proprio sesso, genere e orientamento sessuale.

## Come sostituzione di transessuale
Una terza accezione del termine "transgender" è quella che sostituisce il termine "transessuale", sovrapponendosi ad esso.
La ragione, anch'essa nata all'interno del movimento LGBT+ è da trovarsi nel fatto che il termine "transessuale" oltre ad escludere le persone non-binarie, è di per sé impreciso, se non errato dal punto di vista clinico. In realtà qualsiasi persona operi una transizione sessuale, agisce sull'anatomia, sul genere, sui caratteri sessuali, sui livelli di ormoni sessuali, non sul sesso genetico che, allo stato attuale delle conoscenze scientifiche, è e resta immutabile.
Quindi transgender può anche essere usato al posto di transessuale, peraltro cancellando la dicotomia fra persone trans "operate" e "non operate".
L'intervento chirurgico è spesso ciò che consente il mutamento anagrafico del nome e del sesso attraverso una apposita procedura che si svolge innanzi al tribunale civile. Tuttavia, non è necessaria l'operazione chirurgica per ottenere il mutamento anagrafico del sesso e del nome